# Produit d'activation
Les produits d'activation sont les éléments radioactifs créés par le processus d'activation. En particulier, les matériaux constitutifs des installations nucléaires subissent des irradiations neutroniques prolongées, qui génèrent des produits d'activation par capture neutronique.
Un matériau est activé non seulement à travers son élément principal, mais également par les éléments qu'il contient à l'état de traces. C'est ainsi que la principale source de rayonnement dans les produits de démolition d'une centrale nucléaire est le Cobalt 60 (60Co), formé à partir du 59Co présent à l'état de traces dans le fer à béton. C'est pour cette raison que les constructions nucléaires exigent des matériaux spéciaux et extrêmement purs, dits « de qualité nucléaire ».

## Liste
Les principaux produits d'activation rencontrés résultent d'éléments présents à l'état de trace, principalement dans le béton ou l'acier ; ce sont :
- fer 55 (2,73 ans, ε/β+ de 0,231 MeV), par activation de l'isotope 54Fe (5,8 %, σ≈2,2) (acier, béton) ;
- cobalt 60 (5,27 ans, β− de 2,824 MeV), par activation du 59Co (σ≈36) (acier, béton) ;
- nickel 63 (100 ans, β− de 0,066 MeV), par activation du 62Ni (acier).

On trouve également les produits d'activation suivants :
- carbone 14 (5 730 ans, β− de 0,156 MeV), par activation du 13C (1,1 %, σ≈0,9) ;
- chlore 36 (301 000 ans, β− de 0,709 MeV et ε/β+ de 1,142 MeV), par activation du 35Cl (σ≈30) ;
- manganèse 54 (312 jours, β− de 0,697 MeV et ε de 1,377 MeV) ;
- césium 134 (2 ans, β− de 2,059 MeV et ε de 1,229 MeV), par activation du 133Cs (σ≈26) ;
- europium 152, 154 et 155.